# Zoll (Abgabe)

Piktogramm für Zoll, das als eines der sogenannten „DOT-Piktogramme“ vom American Institute of Graphic Arts entworfen wurde und im Reiseverkehr häufig Verwendung findet.

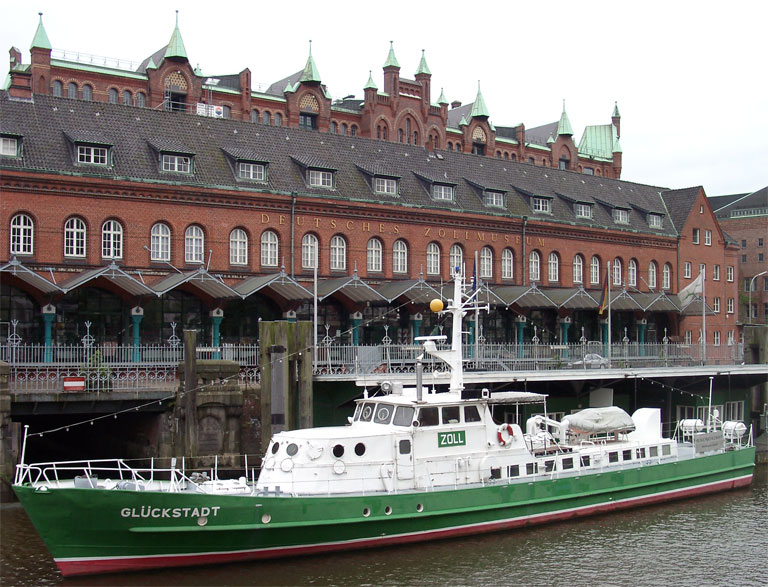
Zollkreuzer Glückstadt vor dem Deutschen Zollmuseum in Hamburg

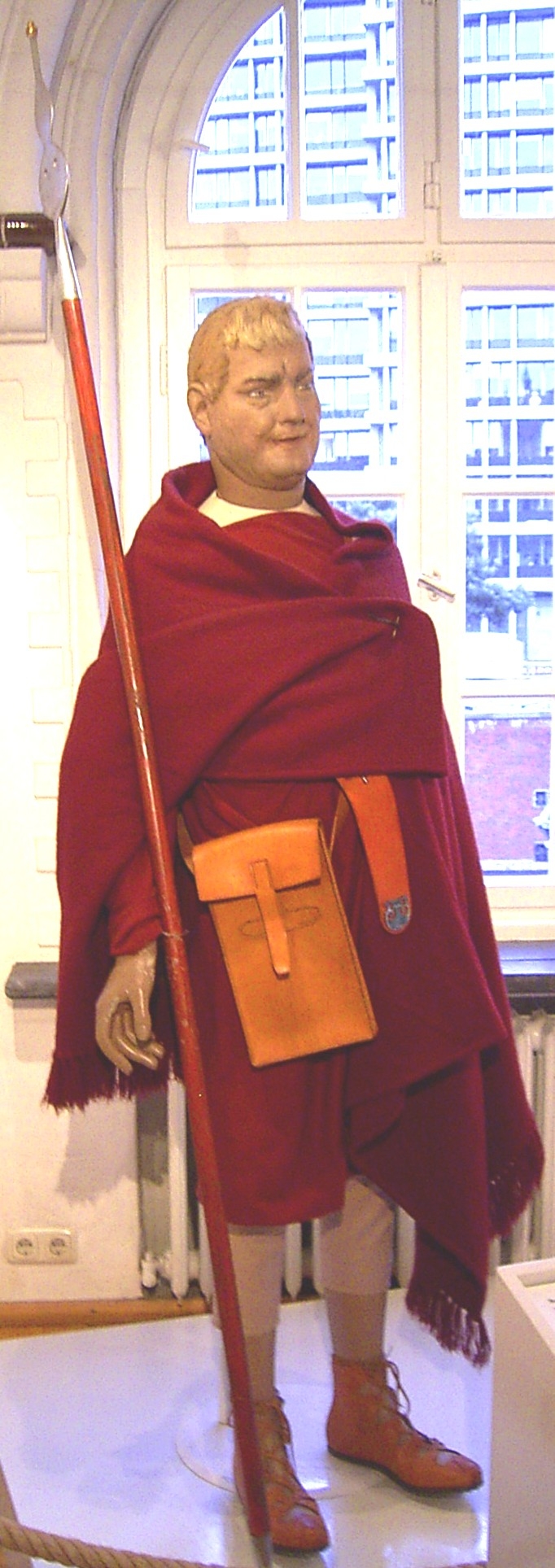
Uniform einer römischen Zollwache (Beneficarius) – Rekonstruktion

Carl Spitzweg: Zollrevision (Päpstliche Zollwache), um 1880

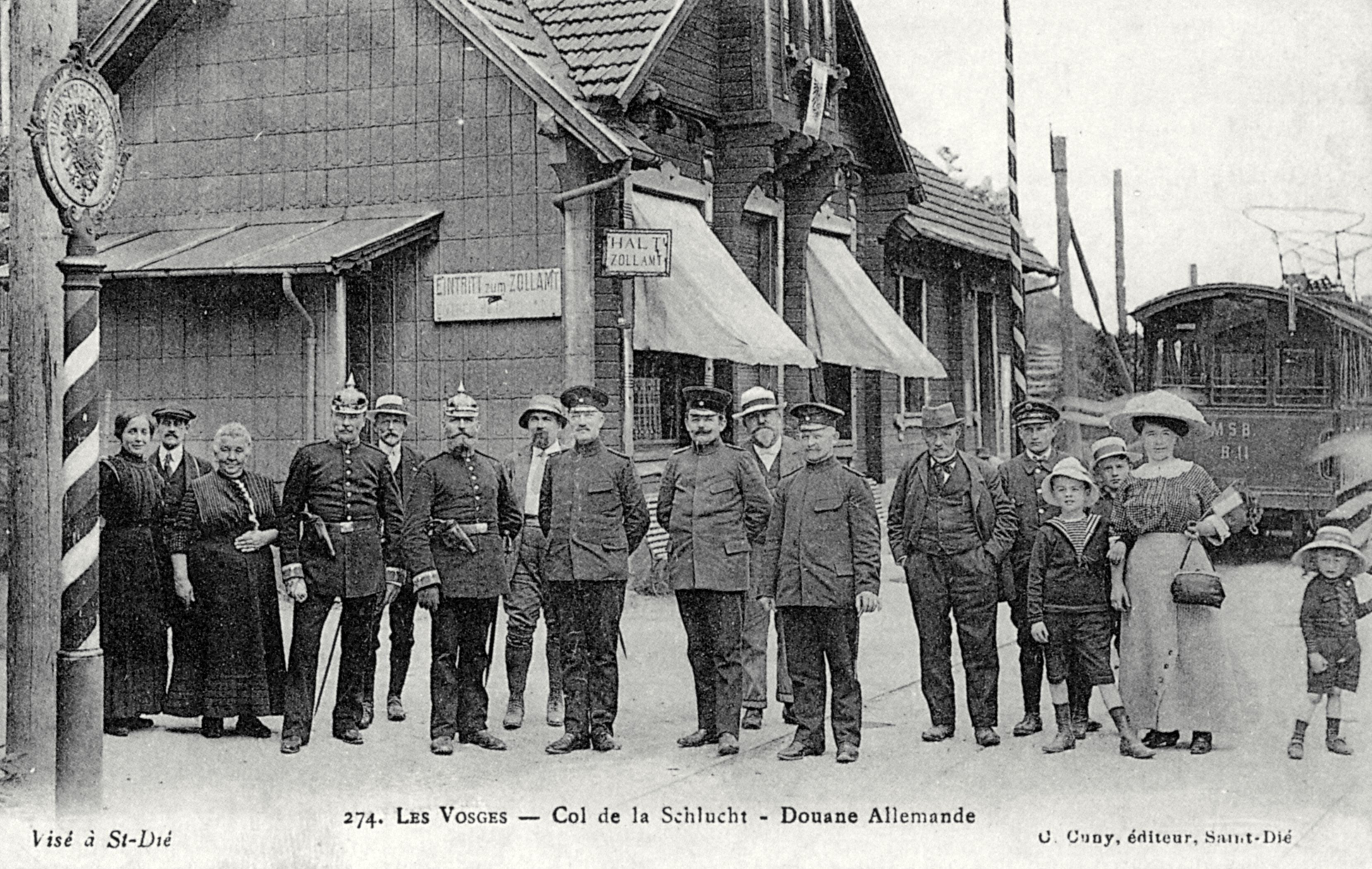
Deutscher Zoll am Col de la Schlucht, vor 1914

Als Zoll (Pl.: Zölle, abgeleitet aus dem Spätlateinischen, gleichbedeutenden teloneum) bezeichnet man eine Abgabe, die beim körperlichen Verbringen einer Ware über eine Zollgrenze erforderlich wird.
Zölle sind Steuern im Sinne der Abgabenordnung. Nicht zu verwechseln ist der Zoll mit der Einfuhrumsatzsteuer (die der Umsatzsteuer entspricht, die auch im Inland zu jedem Nettopreis hinzugerechnet wird). Der Zoll ist ein Instrument der Außenhandelspolitik. Eine historische Form ist der Wegezoll.
Die entsprechende Berufsbezeichnung lautet Zöllner.
Zölle werden heute überwiegend kritisch gesehen, da sie den internationalen Warenhandel behindern und im Rahmen der Theorie der komparativen Kostenvorteile zu einem Wohlfahrtsverlust führen. Im Rahmen des Allgemeinen Zoll- und Handelsabkommens wurden seit 1947 die Zölle weltweit deutlich verringert und haben an Bedeutung verloren. Allerdings sind nach dem GATT Zölle allen anderen Maßnahmen vorzuziehen, wie etwa Mengenbeschränkungen (Quoten) oder Subventionen. Zölle haben den Vorteil, dass die ökonomischen Auswirkungen relativ einfach zu bemessen sind. Nach dem Meistbegünstigungsprinzip müssen alle Vorteile, Vergünstigungen, Vorrechte oder Befreiungen, die ein Staat für eine Ware gewährt, unverzüglich und bedingungslos für alle gleichartigen Waren aus allen Ländern gewährt werden. Bei der Festlegung der Höhe der Zölle darf also nicht zwischen den Handelspartnern unterschieden werden, sondern nur zwischen den Waren. Ausnahmen sind allerdings möglich, beispielsweise gegenüber Entwicklungsländern oder innerhalb einer Zollunion.
Besonders der Einnahmezweck (Fiskal- oder Finanzzoll) ist immer weiter in den Hintergrund getreten. Im Vordergrund steht heute die Funktion des Zolls zum Schutz ausgewählter inländischer Wirtschaftszweige (Schutzzoll). Der Erziehungszoll soll neue Industrien eines Landes durch einen Zoll schützen, wobei der Zoll in dem Maße abgebaut werden soll, wie die Industrien an Wettbewerbsfähigkeit gewinnen. Als Antidumping- oder Antisubventionsmaßnahme können auch Strafzölle (Retorsionszölle) erhoben werden.
Weiterhin gibt es die Unterscheidung nach der Bemessungsgrundlage. Spezifische Zölle werden pro Mengeneinheit eines Gutes erhoben, etwa nach Masse, Volumen oder Stückzahl. Wertzölle sind ein Prozentsatz vom Preis des Gutes, Mischzölle beinhalten beide Instrumente.
In Staaten mit hohem Anteil einer informellen Wirtschaft (vielen unterentwickelten Ländern) werden vom Staat wenig Verkehrs- und Verbrauchssteuern eingenommen und im Verhältnis mehr Zolleinnahmen. Ein Abbau von Zöllen schwächt daher die Steuereinnahmen und die Finanzkraft dieser Länder, führt zum vermehrten Import von Waren und zu einer negativen Außenhandelsbilanz. Beim Import von (vor allem) Agrarprodukten ohne Schutzzoll stehen lokale Kleinproduzenten im Wettbewerb mit Produzenten aus Industrieländern, deren Produkte (wie von der EU und USA) oft noch zusätzlich subventioniert werden.

## Geschichte

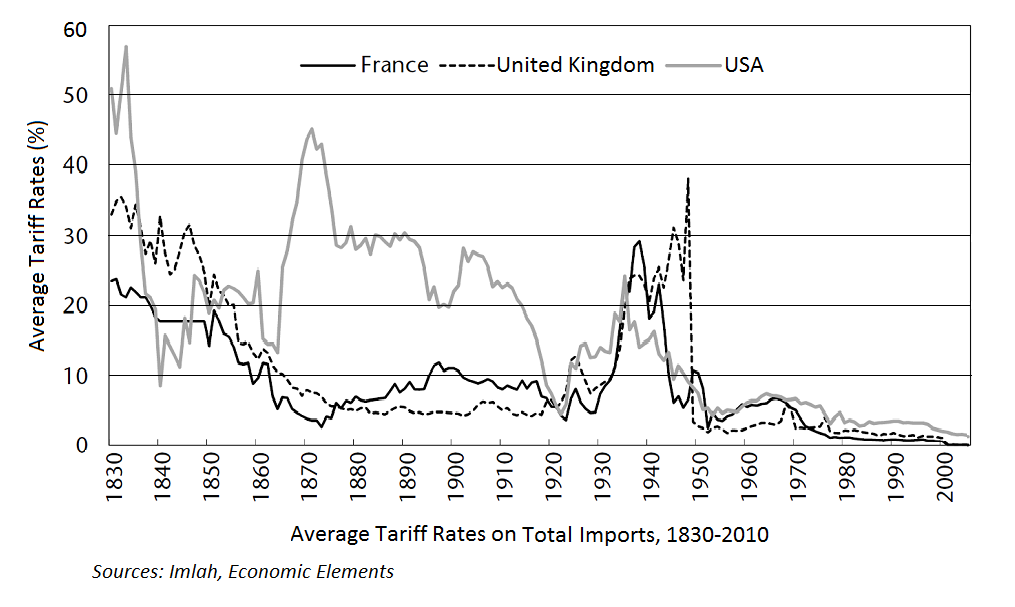
Durchschnittliche Zollsätze von Frankreich, dem Vereinigten Königreich und den USA

Zölle existieren schon sehr lange, schon im Altertum und im Mittelalter wurden sie meist in Form von Geleitzöllen – vergleichbar einer Maut – erhoben, wobei der Kaiser immer mehr Hoheitsrechte an Territorialherren (und damit die einzelnen Städte) verlor. Erstmals 1074 wird in einer – im Übrigen in Latein verfassten – Urkunde König Heinrich IV. der deutschsprachige Begriff „zol“ verwendet. Im Zeitalter des Merkantilismus wurden Zölle gezielt als wirtschaftspolitische Maßnahme zum Schutz der Zahlungsbilanz und der inländischen Produzenten eingesetzt. Prohibitivzölle sollten überhaupt die Einfuhr ausländischer Produkte unterbinden, Erziehungszölle den Aufbau der eigenen Industrie fördern und Schutzzölle diese vor den (billiger produzierenden) ausländischen Konkurrenten schützen.
Seit 1947 wurden die Zölle weltweit im Rahmen des GATT deutlich abgebaut. Seit 1995 geschieht dies im Rahmen der Welthandelsorganisation.

## Einfuhr-, Durchfuhr- und Ausfuhrzoll

### Allgemeines

TIR-Tafel, bspw. an einem Lastwagen

Unterschieden wird zwischen Einfuhr- (bzw. Import-), Durchfuhr- (bzw. Transit-) und Ausfuhr- (bzw. Export-) Zöllen, je nachdem, bei welcher Verbringung der Ware eine Abgabe erhoben wird. In den meisten Fällen ist mit dem Begriff Zoll ein Einfuhrzoll gemeint. Diese Zölle haben inzwischen die größte Bedeutung. Durch sie gewinnt ein Staat Devisen (Finanzzoll) oder kann heimische Wirtschaftsunternehmen vor ausländischer Konkurrenz schützen (Schutzzoll).
Nach Art. II GATT sind die Mitgliedstaaten verpflichtet, Maximalzölle (sogenannte Vertragszölle) festzulegen, die nicht überschritten werden. Jeder Mitgliedstaat hat dies in Form einer Liste festgelegt, die die maximalen Zölle für bestimmte Waren angibt.
Durchfuhrzölle sind nach Art. V:3 GATT unzulässig. Um den Durchgangsverkehr zu erleichtern, tragen Lkw, die ein Land nur passieren, ohne etwas in dieses Land zu exportieren, die TIR-Kennzeichnung und sind verplombt. Dies gilt nicht für Vor- oder Rohprodukte, die in einen Wirtschaftsraum gebracht, dort verarbeitet und anschließend wieder in den ursprünglichen Wirtschaftsraum zurückimportiert werden (Veredelungsverkehr).
Ausfuhrzölle werden nur selten erhoben, da es üblicherweise im Interesse eines Landes ist, Waren an das Ausland zu verkaufen und dadurch Einnahmen zu erzielen. Ausfuhrzölle verteuern den Export von Waren und reduzieren ihn damit. Besonders für Entwicklungsländer gibt es aber Gründe, Ausfuhrzölle zu erheben:
- sie beteiligen den Staat an den Einnahmen (fiskalische Gründe), wenn die exportierte Ware trotz Zollbelastung auf dem Weltmarkt verkauft werden kann (z. B. seltene Rohstoffe),
- sie verhindern, dass dringend benötigte knappe Güter (Mangelwaren) exportiert werden, anstatt auf dem heimischen Markt verkauft zu werden (z. B. Lebensmittel),
- sie können Handelsdispute entschärfen und eventuell die Verhängung von Einfuhrzöllen durch ein anderes Land abwenden (z. B. Textilien).

Das Gegenteil von Ausfuhrzöllen sind Exportsubventionen.

### Erhebung der Einfuhrzölle in Deutschland

Zeichen 392 (Zollstelle) aus der deutschen Straßenverkehrsordnung

Erhoben werden Zölle durch die Zollbehörden eines Staates. Die Zollstellen sind an den zentralen Knotenpunkten des Warenverkehrs zu finden. Zumeist sind diese Zollstellen stationär, z. B. in Häfen, Flughäfen, Bahnhöfen oder Grenzübergängen. Darüber hinaus ist die Zollverwaltung auch mobil durch die KEV und KEG (Kontrolleinheiten Verkehr und Kontrolleinheiten Grenznaher Raum), beispielsweise an Autobahnen und Überlandstraßen aktiv.
Das Verfahren der Einfuhr untergliedert sich dabei in folgende Schritte:
1. Summarische Eingangsanmeldung (ESumA) der Waren
2. Verbringen der Waren ins Inland (dabei ist der Zollstraßenzwang zu beachten)
3. Gestellung der Ware
4. Vorübergehende Verwahrung
5. Zollanmeldung
  1. Prüfung und Annahme der Zollanmeldung
  2. eventuell Dokumentenprüfung und/oder Beschau der Waren (Soll: 5 Prozent der Waren)
6. ggf. Zahlung von Einfuhrabgaben (Zölle, Einfuhrumsatzsteuer, Verbrauchsteuern)
7. Überlassung der Ware

Ware die auch nach der Kontrolle nicht abschließend beurteilt werden kann, wird vom Zoll in Verwahrung genommen. Dabei handelt es sich um einen Verwahrortwechsel auf das jeweilige Zollamt.
Der Anmelder oder ein Vertreter muss dem Zoll angeforderte Unterlagen bereitstellen und ggf. die Zollzahlung leisten, um Ware ausgehändigt zu bekommen.
Ein Vertreter können z. B. die Deutsche Post, DHL und andere Speditionen sein (entsprechender Auftrag vom Empfänger/Versender vorausgesetzt).
Wenn kein Bevollmächtigter festgelegt ist, ist die Zollbehandlung durch den Anmelder durchzuführen, die als Selbstverzollung bezeichnet wird. Diese Variante ist oftmals im Versand von Waren nach dem Weltpostvertrag anzutreffen. Postalisch zugestellte Waren können vom Zoll mit einem Etikett „Selbstverzoller“ versehen werden und sind dann durch das Versandunternehmen bei der nächsten Zollstelle zum Empfängerort abzugeben. Der Empfänger muss dann durch die „Benachrichtigung über den Eingang einer Sendung mit Drittlandsware“ (grüne Karte) durch das Versandunternehmen informiert werden. Der Empfänger muss dann die in „Mitteilung über die Zollbehandlung einer Postsendung“ angegebenen Informationen/Dokumente bereitstellen.
Insbesondere an Grenzzollämtern erfolgt die Zollabfertigung in fast allen Fällen durch einen Spediteur mit Vertretungsbefugnis.
In Deutschland bzw. der EU ist die Verzollung an Binnen- und Grenzzollämtern möglich, die Schweiz dagegen kennt nur die Verzollung an der Grenze; d. h., jeglicher Güterverkehr muss an der Grenze eine zollamtliche Behandlung erfahren.

## Bestimmung der Zollhöhe

### Spezifischer Zoll (Gewichtszoll)
Spezifische Zölle beziehen sich auf eine bestimmte Anzahl, Menge oder Beschaffenheit von Waren, beispielsweise 2 Euro Zoll pro T-Shirt, 3 Euro Zoll pro grünem und 4 Euro Zoll pro rotem Hemd. Spezifische Zölle werden überwiegend auf dem Gebiet des Marktordnungsrechtes als Abschöpfungen verwendet.
Die Schweiz verwendet als einzige Handelsnation bis heute das System der spezifischen Zollansätze. Hauptsächlich wird dabei das Bruttogewicht einer Ware als Bemessungsgrundlage verwendet, wobei Ladehilfsmittel wie Mehrwegpaletten oder Container nicht berücksichtigt werden. Des Weiteren werden auch die Liter-Zahl (Wein), die Stückzahl (Fahrräder), die Länge in Metern (kinematographische Filme), und Anzahl Verwendungseinheiten (Rindersperma) zur Bemessung des Einfuhrzolles herangezogen. Bei der Einfuhr von landwirtschaftlichen Verarbeitungsprodukten aus der Europäischen Union werden die Einfuhrzölle aufgrund der Eigenmasse der eingeführten Produkte festgelegt.

### Wertzoll
Wertzölle beziehen sich nur auf den Zollwert einer Ware (lat. „ad valorem“: vom Wert). Die Zoll-EU-Abgaben errechnen sich anhand eines Zollsatzes vom Zollwert. Der jeweilige Zollsatz einer Ware ist kurzlebig und orientiert sich an den Ein- und Ausfuhren dieser Warengruppe laut Warenverzeichnis für die Außenhandelsstatistik des Statistischen Bundesamtes. Der Zoll muss die Waage zwischen Im- und Exporten jeder Ware halten und sich das Ziel setzen, den Wert einer Ware an den Wert dieses Gutes in der Zollunion anzuheben. Zollsätze sind demnach einem stetigen Auf und Ab unterlegen. Abgabenerhebungen können insofern nicht mit absoluter Sicherheit vor dem Tag der elektronischen Erfassung im Abfertigungssystem beim Zollamt ermittelt werden. Die Zollsätze sind im Zolltarif-Informationspool TARIC erfasst und über das Internet einsehbar. Ein deutsches Zollamt erhebt z. B. für die Einfuhr
- eines T-Shirts (T-Shirts und Unterhemden, aus Gewirken oder Gestricken) einen Zollsatz von 12 % (Stand: 18. Juni 2009)
- von DVDs aus den USA im Wert von 92 Euro einen Zollsatz von 3,5 % (rechnet man die ebenfalls fällige Einfuhrumsatzsteuer hinzu, so ergibt sich ein effektiver Satz von 23,165 % auf den Einfuhrwert) (Stand: Ende 2005)

Wertzölle sind die heute innerhalb der europäischen Union verwendeten Zölle.
In der Europäischen Union gibt es Wertgrenzen, unter denen keine Erhebung von Zöllen erfolgt. Sie sind je nach Art der Sendung unterschiedlich (Art. 23 und 24 der Verordnung (EG) Nr. 1186/2009 (Zollbefreiungsverordnung (ZollBV))).
Wenn der Sachwert je Sendung 150 Euro nicht übersteigt und keine alkoholischen Erzeugnisse, Parfüms, Eau de Toilettes, Tabak, Tabakwaren und kein Kaffee enthalten ist, werden von den EU-Zollbehörden auf eine Sendung keine Zollabgaben erhoben. Zumindest in Deutschland sind diese Sendungen nicht von der Einfuhrumsatzsteuer befreit (§1 (1) letzter Halbsatz EUStBV). Andere Zollbefreiungen gelten beispielsweise für Übersiedlungsgut, Erprobungswaren und andere Waren, die die in der Zollbefreiungsverordnung genannten Voraussetzungen erfüllen. Diese sind regelmäßig von der Einfuhrumsatzsteuer befreit (§1 (1) 1. Halbsatz EUStBV).
Ansonsten ist Bemessungsgrundlage für die Zollabgaben der Zollwert. Um den Zollwert zu ermitteln, sind zu dem Transaktionswert ggf. Transportkosten und andere Kosten anteilig hinzuzurechnen (Art. 71 UZK (VO (EU) 952/2013)) oder abzuziehen (Art. 72 UZK). Maßgeblich dafür, ob die Kosten hinzuzurechnen oder abzuziehen sind, ist der Ort des Verbringens in das Zollgebiet. Liegt dieser Ort hinter dem auf der Rechnung angegebenen Ort, erfolgen Hinzurechnungen, ansonsten Abzüge. Einzige Ausnahme besteht zur Ermittlung des Sachwertes im Rahmen der Zollbefreiung nach Art. 23 f. ZollBV. Bei dieser kommt es nur auf den Wert der Waren in der Sendung an.
Vor dem 1. Dezember 2008 lag die Wertgrenze zur Zollbefreiung bei lediglich 22 Euro. Allerdings musste trotz der Anhebung des Zollfreibetrags weiterhin ab 22 Euro Einfuhrumsatzsteuer entrichtet werden. Seit dem 1. Juli 2021 ist diese 22€-Freigrenze gefallen. Somit ist die Einfuhrumsatzsteuer grundsätzlich ab dem ersten Cent zu erheben. Ausnahmen davon regelt §23 (1) ZollV. Die Bezeichnung „zollfrei“ kann somit nicht generell mit „abgabenfrei“ gleichgesetzt werden.
Aufgrund handelspolitischer Maßnahmen werden in Bezug auf die Menge und/oder die Zeit Möglichkeiten durch die EU geboten, Reduzierungen bei der Zollhöhe zu erhalten.
Unterschieden wird hier in die Begriff Zollkontingent und Zollplafonds.
Bei einem Zollkontingent ist sofort nach dessen Ausschöpfung ungültig, der normale Zollsatz ist wieder relevant. Im Gegensatz hierzu muss bei einem Zollplafond nach der Ausschöpfung durch eine Verordnung der Zollsatz wieder eingesetzt werden.
Bei Einfuhr von Marktordnungswaren, die unter die Verordnung (EU) Nr. 510/2014 (landwirtschaftliche Verarbeitungserzeugnisse) kann es zudem zu der Erhebung von sogenannten Agrarteilbeträgen (EA = Éléments agricoles; agricultural components) kommen.

## Zweck von Zöllen

### Fiskal- oder Finanzzoll
Fiskalzölle nennt man Zölle, die erhoben werden, um Staatseinnahmen zu generieren. In der Europäischen Union stehen diese Einnahmen der EU direkt zu und müssen von den erhebenden Mitgliedstaaten abgeführt werden. Für manche Entwicklungsländer sind Fiskalzölle auf Importwaren eine relativ einfache Möglichkeit zur Devisenbeschaffung und werden dementsprechend hoch angesetzt.

### Prohibitivzoll
Prohibitivzoll ist ein Zoll mit ausreichender Höhe, um den Import von Produkten für ausländische Produzenten so unwirtschaftlich zu machen, dass dieser völlig zum Erliegen kommt. Faktisch wirkt er wie ein Einfuhrverbot.

### Schutzzoll (Protektionszoll)
Zölle werden auch mit der Absicht erhoben, die heimische Produktion vor günstiger ausländischer Konkurrenz zu schützen (Protektionismus). Sie sind auch bekannt unter der Bezeichnung tarifäres Handelshemmnis. Der Marktzugang für ausländische Anbieter wird durch einen Schutzzoll (zum Teil auch Sonderzoll genannt) erschwert, da die Waren teurer werden. Die heimische Produktion wird dadurch, relativ gesehen, günstiger. Laut EU-Regulativen dürfen reguläre Schutzzölle (safeguards) ohne Beleg für Dumping- oder Subventionsvorwürfe erhoben werden, wenn Einfuhren unvorhergesehen stark ansteigen und bei den heimischen Herstellern vergleichbarer Waren ernsthafte Schäden verursachen. Die Schäden müssen schwerwiegender sein als bei Antidumping- und Antisubventionszöllen gefordert. Eine Sonderform dieser Einfuhrabgaben sind die Abschöpfungen im Rahmen der verschiedenen EG-Marktordnungen für Agrarprodukte.

### Ausfuhrzoll
Liegen die Weltmarktpreise für ein in der heimischen Marktwirtschaft knappes Gut höher als die Preise in der heimischen Marktwirtschaft selbst, werden auch Ausfuhrabgaben erhoben, um den Export dieses Gutes unattraktiver zu machen. Die Höhe sowie der Umfang solcher Zölle sind in der WTO streng geregelt.

### Antidumpingzoll
Antidumpingzölle sind kurzfristige Schutzmaßnahmen zur Abwehr eines Marktungleichgewichtes durch subventionierte Importwaren aus Drittländern. Sie werden in der Regel an die Unterschreitung eines bestimmten Zollwertes bei der Einfuhr geknüpft. Die Einrichtung von Antidumpingzöllen ist innerhalb der WTO streng reglementiert; es ist jedoch im Agrarbereich kein wirksamer Schutz vorgesehen – siehe Agrardumping.
Die Anwendung dieses Instruments hat in den letzten Jahren massiv zugenommen – mit spürbaren Effekten für die internationale Wirtschaft und ist mit sogenannten „reziproken Zöllen“, Vergeltungszöllen, verwechselt, jedoch nicht gleichzusetzen.

### Vergeltungszoll (Retorsionszoll)
Ein Zoll, der als Ausgleich für entsprechende Einfuhrbeschränkungen eines anderen Landes eingeführt wird. Der Zoll wirkt für sich genommen wohlfahrtsverbessernd auf Kosten des anderen Landes. Es kann aber einen Zollkrieg mit wechselseitigen Zollerhöhungen auslösen. In der Praxis wird oft von reziproken Zöllen gesprochen. Im Fokus der Strafzolldebatte mit den USA sind sowohl Vergeltungszölle als auch Antidumpingzölle im Fokus. Section 232 des Trade Expansion Act von 1962 erlaubt es beispielsweise dem US-Präsidenten, Maßnahmen zu ergreifen – zumeist Zölle oder Quoten – wenn Importe als Bedrohung der nationalen Sicherheit eingestuft werden.

### Erziehungszoll
Eine besondere Form des Schutzzolls ist der Erziehungszoll. Der Hintergrund ist, dass bei vollständigem Freihandel zwischen entwickelten und unterentwickelten Staaten die internationale Arbeitsteilung dazu führt, dass sich unterentwickelte Staaten auf technisch anspruchslose Produktion spezialisieren. Mit der vorübergehenden Maßnahme des Erziehungszolls schützen technologisch unterlegene (unterentwickelte) Staaten ihre inländischen Produzenten vor ausländischen Konkurrenten. Sinn der Maßnahme ist eine Entwicklung der produktiven Kräfte, insbesondere des technologischen Fortschritts, des Unternehmertums und der Modernisierung des Kapitalstocks. Der Begriff geht auf Friedrich List zurück, ein ähnliches Konzept entwickelte auch John Stuart Mill.
Der Erziehungszoll soll inländischen Unternehmungen die Möglichkeit geben, ihre Produktion Weltmarktstandards anzupassen. In einer Übergangsphase, in welcher der Erziehungszoll erhoben wird, sollen die nationalen Produzenten von internationalem Konkurrenzdruck entlastet werden, damit sich diese technologisch weiterentwickeln, die Produktionsbedingungen verbessern und die Produktionskosten senken können. Nach dieser Übergangszeit soll der Erziehungszoll abgebaut werden und einheimische Produktion auf dem Weltmarkt konkurrenzfähig sein. Generell setzen Erziehungszölle einen ausreichend großen Binnenmarkt voraus, auf dem der Zoll wirksam ist.
Die Idee des Erziehungszolls ist weitgehend anerkannt, allerdings ergeben sich in der praktischen Anwendung erhebliche Probleme. So kann nicht vorhergesagt werden, ob eine Industrie einen Schutzzoll benötigt und nach einer „Schonzeit“ wirklich auf dem Weltmarkt konkurrenzfähig sein wird. Auch haben Unternehmer in den meisten Ländern Einfluss auf die Politik und werden so stets bemüht sein, einen solchen Zoll für ihre Produkte möglichst lange zu erhalten. In der Summe kann ein solcher Zoll volkswirtschaftlich erst dann einen nationalen Vorteil gegenüber dem Weltmarkt bewirken, wenn der Wohlfahrtsverlust durch die Einführung des Zolls durch Wohlfahrtssteigerung nach Wegfall des Zolls überkompensiert wird.

### Optimalzoll
Sinkt die Nachfrage einer großen Volkswirtschaft nach bestimmten Importen durch das Erheben eines Importzolles, so werden die Weltmarktpreise dieser Güter fallen (Corden 1984). Der Optimalzoll versucht diesen Preiseffekt auszunutzen. Wird die Nachfrage nach einem Importgut durch die Erhebung eines Zollsatzes reduziert (da das Gut im Inland teurer wird), fällt der Weltmarktpreis des Gutes und die terms-of-trade des importierenden Landes verbessern sich. Für eine gegebene Anzahl exportierter Güter kann das Land nun mehr Güter importieren als zuvor.
Aber auch andere große Volkswirtschaften können dieselben Maßnahmen ergreifen, dies könnte schließlich zu immer höheren Zöllen bis zum Erliegen des Handels führen.

### Klimazoll
Weltweit haben Staaten als Klimaschutzinstrument eine Form von CO2-Bepreisung eingeführt, CO2-Steuern oder einen Emissionshandel. Die Preise sind jedoch unterschiedlich hoch: In der Europäischen Union lagen sie im Industriesektor im Jahr 2022 bei 80 Euro pro Tonne CO2, in anderen Staaten gibt es keinen CO2-Preis. Das kann zu Wettbewerbsvorteilen für Unternehmen führen, die in Staaten mit niedrigem oder ohne CO2-Preis produzieren. Daher werden Grenzausgleichssysteme – umgangssprachlich auch Klimazölle genannt – als Ausgleichsabgabe diskutiert, um diesen Wettbewerbsvorteil zu verhindern. Ein bekanntes Beispiel für einen Klimazoll stammt vom Ökonomen Gabriel Felbermayr. Seiner Berechnung zufolge kostet die Herstellung von 1 kg Zwiebeln in Deutschland 30 Cent, in Neuseeland unterdessen nur 20 Cent. Der CO2-Ausstoß, der beim Transport von Neuseeland nach Deutschland entsteht, wird traditionell nicht mit Abgaben belegt. Wenn nun die Europäische Union eine CO2-Steuer einführt, betrifft dies nur in Europa hergestellte Zwiebeln. Neuseeländische Zwiebeln hätten daher einen Wettbewerbsvorteil. Die Einführung eines Klimazolles würde für einen Ausgleich sorgen, sodass europäische Zwiebeln trotz CO2-Steuer weiterhin wettbewerbsfähig wären.

## Wohlfahrtswirkung von Zöllen
Zölle haben Auswirkungen auf die Wohlfahrt eines Landes. Dabei muss unterschieden werden, ob es sich um ein kleines oder um ein großes Land handelt. Diese Unterscheidung ist notwendig, da es bei Einführung eines Zolls in einem großen Land zu einem signifikanten Nachfragerückgang auf dem Weltmarkt kommt und somit der Weltmarktpreis sinkt. Bei einem kleinen Land kommt es zu keiner Änderung des weltweiten Preisniveaus.

### In einem kleinen Land
Die Produzentenrente steigt (es wird ein höherer Preis festgelegt) und die Staatseinnahmen steigen. Beide Effekte führen zu Wohlfahrtsteigerungen. Gleichzeitig sinkt allerdings die Konsumentenrente (es wird weniger nachgefragt und ein höherer Preis gezahlt). Dies führt zu negativen Wohlfahrtseffekten: Da in einem kleinen Land die negativen Effekte stets überwiegen, kommt es in Summe stets zu einem Wohlfahrtsverlust.

### In einem großen Land
Die Erhebung von Zoll hat Auswirkungen auf den Weltmarktpreis, der aufgrund der sinkenden Nachfrage fällt. Die Folge ist ein positiver Effekt auf die Terms of Trade. Wenn dieser Effekt den Effizienzverlust (gestiegene Produzentenrente + gestiegene Staatseinnahmen − gesunkene Konsumentenrente) übertrifft, kommt es zu einer positiven Wohlfahrtsentwicklung.

## Europäische Union
Die Europäische Union ist eine Zollunion, innerhalb derer keine Zölle erhoben werden. Zuständig für die Verwaltung der Zölle sind dagegen die Mitgliedstaaten (z. B. in Deutschland die Bundeszollverwaltung oder in Österreich das Finanzministerium im Rahmen der Finanzverwaltung). Die Zolleinnahmen aller europäischen Mitgliedstaaten stehen der EU zu – eine der wenigen direkten Einnahmequellen der EU, die sich sonst großteils aus Mitgliedsbeiträgen der Mitgliedstaaten finanziert. Die EU legt auch die Höhe der Zölle fest und erlässt weitere Regelungen in dieser Sache. Rechtliche Grundlage sind Art. 28 I und 29 ff. AEUV und Art. XXIV GATT. Von Bedeutung sind hier nur noch Einfuhrzölle gegenüber Nicht-EU-Ländern, die insbesondere als zentrales Instrument der Gemeinsamen Handelspolitik erhebliche Bedeutung haben.
Für die Weiterverarbeitung, Veredelung und beim Import von Waren mit anschließendem Export außerhalb der EU dienen bzw. dienten die Freihäfen in Emden (1751–2009), Bremerhaven (seit 1827), Bremen (bis 2008), Hamburg (1888–2012, zuvor außerhalb des deutschen Zollgebiets selbstständiger Quasi-Freihafen), Cuxhaven und Kiel (bis 2009). Seit Gründung der EU sind Freihäfen auch in den Binnenhäfen Deggendorf und Duisburg (1990) eingerichtet. Einfuhrzoll fällt erst bei Verbringung der Waren aus dem Freihafen in die Gemeinschaft an. Für die Lagerung von Waren können außerdem Zolllager dienen, hier ist die Entrichtung der Zölle für die Dauer der Lagerzeit ausgesetzt. In Österreich wurden Freilager und Freizonen (früher Zollfreilager) errichtet. Diese sind meist im Rahmen von Donauhäfen, wie Linz, Krems oder Wien, Flughäfen, aber auch bei Warenlagern von Speditionen und anderen einschlägigen Firmen situiert.

## Schweiz
In der Schweiz obliegt sowohl die Gesetzgebungshoheit als auch die Verwaltung direkt dem Staat. Siehe auch Eidgenössische Zollverwaltung (neu BAZG). Die Schweiz hat 2024 sämtliche Industriezölle abgebaut, sie erhebt traditionell keine Antidumping-, Erziehungs oder Vergeltungszölle. Die Zollbemessung findet in der Schweiz nach Gewichtszöllen statt.